# David Etxebarria

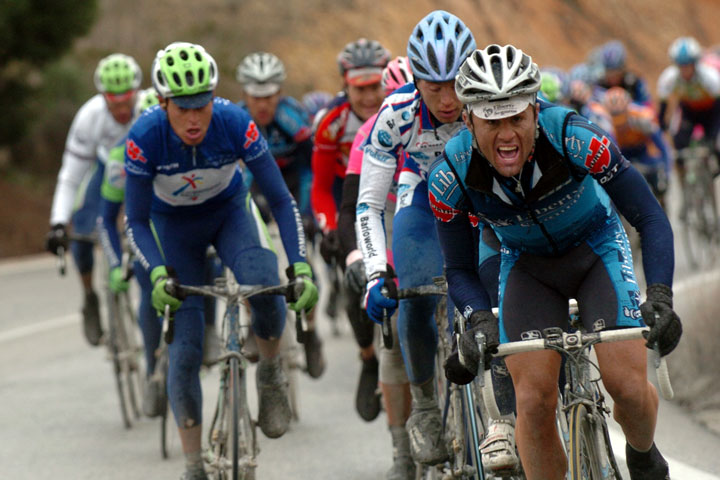
David Etxebarria 2006.

David Etxebarria Alkorta, född 23 juli 1973 i Abadiño, Biscaya, är en spansk före detta professionell tävlingscyklist.

## Karriär
David Extebarria var aktiv som professionell cyklist åren 1994–2006. Hans finaste segrar kom under 1999 års Tour de France då han som medlem av O.N.C.E.-stallet vann två etapper, den 201,5 kilometer långa tolfte etappen mellan Saint-Galmier och Saint-Flour samt den 192 kilometer långa sextonde etappen mellan Lannemezan och Pau, och slutade 12:a i sammandraget.
Etxebarria deltog i nio Grand Tours, i Tour de France 1999–2004 samt i Vuelta a España 2001–2003. Sin sista stora seger cyklade han hem under 2005 års Klasika Primavera i Amorebieta-Etxano, Biscaya.

## Meriter
- Tour de France, 2 etapper
- Tour de l'Avenir – 1996
- Gran Premio de Llodio – 1996
- Euskal Bizikleta – 1999
- Klasika Primavera – 2005

## Stall
- O.N.C.E. 1994–2000
- Euskaltel-Euskadi 2001–2004
- Liberty Seguros-Würth 2005–2006
- Astana 2006